# Brzeźno (gmina Wieleń)
Brzeźno (niem. Briese) – osada w Polsce położona w województwie wielkopolskim, w powiecie czarnkowsko-trzcianeckim, w gminie Wieleń.
W latach 1975–1998 miejscowość administracyjnie należała do województwa pilskiego.
Na południe od osady znajduje się linia kolejowa nr 206 – obecnie ruch pociągów na trasie jest całkowicie zawieszony.